# 汉弗莱·卡彭特
汉弗莱·威廉·布弗里·卡彭特（英語：Humphrey William Bouverie Carpenter，1946年4月29日—2005年1月4日），英国传记作家、电台主持人和爵士音樂家。
卡彭特生於英国牛津。他的傳記著作多以英國文化名人為題材，包括J·R·R·托爾金、W·H·奧登、艾兹拉·庞德、本杰明·布里顿及伊弗林·沃（Evelyn Waugh）。